# Fathulla Jameel
Fathulla (Fatuhullah) Jameel (* 5. September 1942; † 1. März 2012 in Singapur) war ein  Diplomat und Politiker der Malediven, der 27 Jahre lang zwischen 1978 und 2005 Außenminister war.

## Leben
Nach dem Schulbesuch absolvierte Jameel, ein Sohn des späteren Justizministers und Generalstaatsanwalts Muhammad Jameel Didi, wie sein Vater ein Studium in den Fächern Philosophie und islamische Theologie (ʿIlm al-kalām) an der al-Azhar-Universität in Kairo und schloss dieses Studium 1967 mit einem Bachelor of Arts (B.A. Philosophy and Islamic Theology) ab. Nach einem postgradualen Lehramtsstudium an der Ain-Schams-Universität und seiner Rückkehr auf die Malediven wurde er am 18. November 1969 Lehrer an der Majeediyya School.
1973 wechselte er ins Außenministerium und war bis 1976 dort Unterstaatssekretär für Internationale Organisationen und auswärtige Hilfe sowie zugleich 1974 kurzzeitig kommissarischer Unterstaatssekretär für auswärtige Hilfe im Amt des Premierministers. 1974 absolvierte er einen Bildungsgang im Fach Internationale Beziehungen im Außenministerium Australiens und war nach seiner Rückkehr 1975 auch für eine Zeit kommissarischer Unterstaatssekretär im Verkehrsministerium. Nachdem er zwischen 1976 und 1977 stellvertretender Außenminister war, war er zuletzt zwischen 1977 und 1978 Ständiger Vertreter der Malediven bei den Vereinten Nationen in New York City.
Zum Ende der Amtszeit von Präsident Ibrahim Nasir wurde er am 14. März 1978 zum Außenminister ernannt. Dieses Amt übernahm er auch nach dem Amtsantritt von Präsident Maumoon Abdul Gayoom am 11. November 1978 und bekleidete diese Funktion mehr als 27 Jahre lang bis zu seinem Rücktritt und seiner Ablösung durch Ahmed Shaheed am 14. Juli 2005.
Zeitweise war er von 1982 bis 1983 sowie 1990 bis 1991 auch Minister für Planung und Umwelt. Nach seinem Rücktritt wurde Jameel, der seit 1989 auch einer von acht vom Präsidenten nominiertes Mitglied des Parlaments (Madschlis) war, Sonderberater des Präsidenten. Am 30. April 2008 wurde ihm von Präsident Gayoom der Ehrentitel eines Senior Minister verliehen.
Jameel starb an den Folgen eines Herzinfarkts im Singapore General Hospital.